# 小行星9291
小行星9291（9291 Alanburdick）是一颗绕太阳运转的小行星，为主小行星带小行星。该小行星于1982年8月17日发现。

## 轨道参数
小行星9291的轨道半长轴为3.0593200 UA，离心率为0.107。